# شير مردان
شير مردان هي قرية في مقاطعة سراب، إيران. عدد سكان هذه القرية هو 48 في سنة 2006.